# Comuna Jvaneț, Camenița
Jvaneț (în ucraineană Жванець) este o comună în raionul Camenița, regiunea Hmelnîțkîi, Ucraina, formată din satele Braha și Jvaneț (reședința).

## Demografie
Componența lingvistică a comunei Jvaneț
     Ucraineană (97,24%)
     Rusă (2,29%)
     Alte limbi (0,47%)
Conform recensământului din 2001, majoritatea populației comunei Jvaneț era vorbitoare de ucraineană (97,24%), existând în minoritate și vorbitori de rusă (2,29%).